# Oncocnemis lepipoloides
Oncocnemis lepipoloides är en fjärilsart som beskrevs av Mcdunnough 1922. Oncocnemis lepipoloides ingår i släktet Oncocnemis och familjen nattflyn. Inga underarter finns listade i Catalogue of Life.